# Chaleo Yoovidhya
Chaleo Yoovidhya (tiếng Trung: 許書標; Hán-Việt: Hứa Thư Tiêu; bính âm: Xǔ Shūbiāo; tiếng Thái: เฉลียว อยู่วิทยา, RTGS: Chaliao Yuwitthaya, phát âm [t͡ɕʰā.lǐa̯w jùː.wít.tʰā.jāː]; 17 tháng 8 năm 1923 – 17 tháng 3 năm 2012) là một doanh nhân, nhà đầu tư người Thái gốc Hoa. Ông là người chế ra nước uống tăng lực Krating Daeng (กระทิงแดง) và là đồng sáng lập ra nhãn hiệu nước giải khát Red Bull. Vào thời điểm ông qua đời vào năm 2012 ở tuổi 88, ông được xếp thứ 3 trong danh sách những người giàu nhất Thái Lan, với tài sản ròng ước tính là 5 tỷ đô la Mỹ.

## Lý lịch
Các nguồn tin tức khác nhau cho rằng Chaleo sinh ra ở miền trung Thái Lan vào một thời điểm nào đó từ năm 1922 đến năm 1932. New York Times lưu ý rằng ba ngày sinh đã được đưa ra bởi các nguồn khác nhau: "The Nation, một tờ báo của Thái Lan, đưa tin rằng ông ấy đã 90 tuổi, trong khi một số hãng truyền thông khác ở Thái Lan cho biết ông ấy đã 88 tuổi. Forbes gần đây cho biết tuổi của ông ấy là 80". BBC News cho biết, Chaleo được sinh ra từ cha mẹ là người nhập cư nghèo gốc Hoa ở tỉnh Phichit, miền bắc nước này, được đưa tin vào năm 1932, truyền thông địa phương cho biết". The Australian và Time cho rằng ông 89 tuổi.. The Telegraph và The Independent cho biết ông sinh năm 1923 trong một gia đình nghèo người Thái gốc Hoa, chăn vịt và buôn bán trái cây ở Phichit. Cha của ông là một người nhập cư từ Hải Nam.